# Frases de risc i seguretat
Les frases de risc i seguretat, també conegudes com a frases R/S, indicacions R/S, és un sistema de codis i frases de perill per a l'etiquetatge dels productes i compostos químics perillosos. Una frase de R/S d'un compost consta d'una part de risc (R) i una part de seguretat (S), cadascuna seguida per una combinació de números. Cada número correspon a una frase. La frase correspon a la combinació de lletres/números i té el mateix significat en diferents idiomes.
El 2015, les frases de risc i seguretat seran reemplaçats per indicacions de perill i consells de prudència en el curs de l'harmonització de la classificació, etiquetatge i envasat de substàncies químiques mitjançant la introducció del Sistema mundialment harmonitzat de classificació i etiquetatge de productes químics (GHS).
L'any 2015, les declaracions de risc i seguretat es van substituir per indicacions de perill i consignes de prudència en el transcurs de l'harmonització de la classificació, l'etiquetatge i l'envasament de productes químics mitjançant la introducció del ONU Sistema globalment harmonitzat de classificació i etiquetatge de productes químics (GHS).

## Exemple
El codi de declaració R/S per a l'àcid clorhídric fumant (37%):
R: 34-37 S: 26-36-45.
Les frases corresponents en idioma anglès:
Riscos
R: 34 Provoca cremades
R: 37 Irritant el sistema respiratori.
Seguretat
S: 26 En cas de contacte amb els ulls, esbandiu immediatament amb aigua abundant i consulteu un metge.
S: 36 Fes servir roba de protecció adequada.
S: 45 En cas d'accident o malestar, consulteu immediatament un metge (si és possible, mostri l'etiqueta).
Els guions separen els números de frase. No s'han de confondre amb els indicadors de rang.
Exemple: R: 34-37 Provoca cremades, irritant el sistema respiratori.
Les barres obliques indiquen combinacions fixes de frases simples.
Exemple: R: 36/37/38 Irritant els ulls, el sistema respiratori i la pell.
Podeu trobar informació més detallada sobre els perills i la seguretat a les fulles de dades de seguretat del material (MSDS) d'un compost.